# 三項聯合信條
《三項聯合信條》是《比利時信條》（Belgic Confession）、《多特信經》（Canons of Dort）和《海德堡要理問答》（Heidelberg Catechism）的統稱，這些文件反映了歐陸加爾文主義（continental Calvinism）的教義關注點，並被許多加爾文主義教會接受為官方教義聲明。

## 歷史

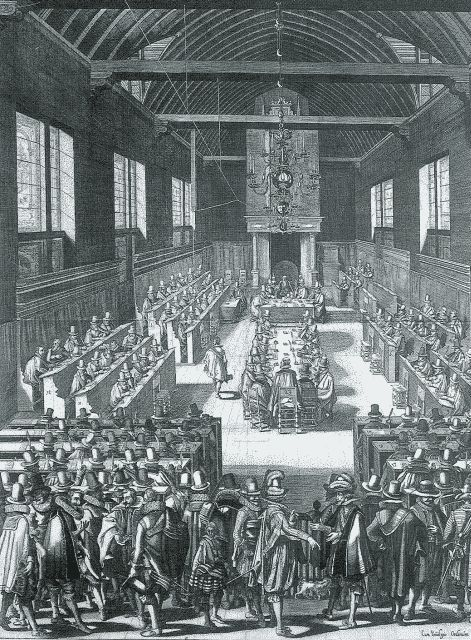
在多特舉行的多特會議

從1618年到1619年，荷蘭政府代表荷蘭改革宗教會（Dutch Reformed Church）召集了多特會議（Synod of Dort）。荷蘭代表與來自其他八個國家的二十七名加爾文主義代表參與這次會議，總結了他們的共同觀點，稱為「多特信經」。 
隨後的會議中，將多特信經加到當時荷蘭教會普遍使用的另外信仰兩份文件中：海德堡要理問答（1563年）和比利時信條（1561年）。
會議通過樣的程序，希望能：
1. 正式確立他們對聖經教導的理解，包括三位一體（Trinity）、道成肉身（incarnation）、預定論（predestination）、稱義（justification）和教會；
2. 讓成員可以因著基本的、共同的信仰團結在一起；
3. 將某些非必要的觀念（政治立場、教育平台等）降級，以防止教會不必要地分裂。這樣的形式也為普世教會和一運動（ecumenical）提供了基礎，一個團體是否接受這些規定，成為和運動的基本要素

三份文件，各自有各的用途。
- 要理問答（Catechism）以問答形式編寫，旨在幫助向兒童和初信者解釋聖經教導。
- 信條（Confession）解釋各種聖經教導。
- 信經（Canons）是對荷蘭抗議派（Remonstrants）提出，針對特定神學爭議的一系列回應（參見加爾文主義-阿民念主義辯論歷史）。

## 四項聯合信條
一些改革宗教派將西敏信條（Westminster Confession）也納入其信條標準，構成四項聯合信條。包括澳大利亞基督教改革宗教會和紐西蘭改革宗教會。